# Alfred Bachmann
Alfred Bachmann (Lucerna, 31 de marzo de 1945) es un deportista suizo que compitió en remo. Participó en los Juegos Olímpicos de Múnich 1972, obteniendo una medalla de plata en la prueba de dos sin timonel.

## Palmarés internacional
| Juegos Olímpicos | Juegos Olímpicos | Juegos Olímpicos | Juegos Olímpicos |
| Año              | Lugar            | Medalla          | Prueba           |
| ---------------- | ---------------- | ---------------- | ---------------- |
| 1972             | Múnich (RFA)     | Medalla de plata | Dos sin timonel  |